# 拉努喬二世·法爾內塞
拉努喬二世·法爾內塞（義大利語：Ranuccio II Farnese，1630年9月17日—1694年12月11日），帕爾馬公爵，1646年至1694年在位。

## 家庭
1664年，拉努喬與伊莎貝拉·埃斯特結婚，兩人共有1子2女：
1. 瑪格麗塔·瑪麗亞（英语：Margherita Maria Farnese）（1664年—1718年），摩德納公爵夫人
2. 特蕾莎（1665年—1702年）
3. 奧多阿爾多（1666年—1693年）

伊莎貝拉於1666年去世。1668年，拉努喬與她的妹妹瑪麗亞·埃斯特結婚，兩人共有2子2女：
1. 伊莎貝拉（1668年—1718年）
2. 維多利亞（1669年—1671年），夭折
3. 法蘭西斯科（1678年—1727年），帕爾馬公爵
4. 安東尼奧（1679年—1731年），帕爾馬公爵